# West Elks AVA
West Elks AVA ist ein seit dem 6. März 2001 durch das Bureau of Alcohol, Tobacco, Firearms and Explosives anerkanntes Weinbaugebiet im US-Bundesstaat Colorado.

## Lage
Die American Viticultural Area West Elks liegt nahe der Gemeinde Paonia in der Verwaltungseinheit Delta County. Das Gebiet ist von Bergen der Rocky Mountains umgeben und kann nur über Passstraßen erreicht werden. Namensgebend sind die nahegelegenen West Elk Mountains.
Die Weinberge von West Elks liegen in Höhen von 1500 bis 1950 Metern über dem Meeresspiegel und sind damit die höchstgelegenen der nördlichen Halbkugel. Im Delta County gibt es warme, teils heiße Sommer und kalte, schneereiche Winter. Vor allem die Temperaturunterschiede zwischen Tag und Nacht sind teilweise extrem und verlängern den Vegetationszyklus der Reben. So kann es im Sommer trotz hoher Tagestemperaturen nachts empfindlich kalt werden. Die Niederschläge (jährlich etwa 400–500 mm) sind auf das ganze Jahr verteilt, während der Sommer etwas feuchter ist.